# Louis Virgil Hamman
Louis Virgil Hamman (ur. 21 grudnia 1877, zm. 28 kwietnia 1946) – amerykański lekarz, absolwent Johns Hopkins University w Baltimore.
Był kierownikiem kliniki zajmującej się gruźlicą. Pozostawił po sobie szereg prac z dziedziny pulmonologii, m.in. szczegółowo opisał zespół chorobowy, nazwany później zespołem Hammana. Jego nazwiskiem określono także, nie do końca ściśle, objaw Hammana. Zajmował się także badaniami nad cukrzycą. Przez współpracowników bywał określany niekiedy jako "największy klinicysta wszech czasów".